# 日本流通産業
日本流通産業株式会社（にほんりゅうつうさんぎょう、英：Nihon Ryutsu Sangyo Co., Ltd.）は、『くらしモア』ブランドでスーパーマーケット向けに食品・衣料品・インテリアなどを供給する日本の企業。1974年（昭和49年）設立。略称はニチリウ（にちりゅう、英：Nichiryu）。「リウ」は「流」の字音仮名遣で、発音は「りゅう」である。大阪市福島区に本社を置く。代表者は大桑弘嗣（オークワ代表取締役社長）。

## 概要
同社の役員は、基本的に参加スーパーの運営会社の役員が兼務している。
CGCやオール日本スーパーマーケット協会といった他のコーペラティブチェーンと違い、総合スーパーの加盟が多いことや、生活協同組合・ドラッグストアも加盟していることが特徴である。

## 沿革
- 1974年（昭和49年）6月 - 平和堂、イズミ、オークワ、ライフコーポレーション、さとう、グランドタマコシ（平和堂東海を経て平和堂に事業譲渡）、ヤオハン（現・マックスバリュ東海）の7社により会社設立、資本金1億円。代表取締役社長に夏原平次郎、代表取締役副社長に大桑勇、山西義政、他加盟企業社長がそれぞれ就任。大阪市中央区本町4丁目8番地（丸寿ビル内）を本社所在地として業務開始。
- 1975年（昭和50年）2月 -  第1期事業年度（9カ月）9億3千1百万円を取り扱う。
- 1976年（昭和51年）
  - 2月 - 第2期事業年度の取扱高93億8百万円となる。
  - 4月 - 大阪市中央区本町3丁目1番15号（大阪滋賀ビル）に本社所在地を移転。
- 1980年（昭和55年）11月 - 生活協同組合コープこうべ、近商ストアが加盟。
- 1981年（昭和56年）4月 - 生活協同組合コープさっぽろが加盟。
- 1984年（昭和59年） 
  - 2月 - 第10期事業年度の取扱高762億9千8百万円となる。
  - 6月 - ニチリウ創立10周年記念祝賀会を開催。
  - 7月 - サニーマートが加盟。
- 1985年（昭和60年）2月 - 増資、新資本金1億7千1百万円。
- 1986年（昭和61年）3月 - ニシナ百貨店が加盟。
- 1989年（平成元年）
  - 1月 - ニチエーが加盟。
  - 2月 - 第15期事業年度の取扱高1083億円となる。
  - 6月 - ニチリウ創立15周年記念祝賀会を開催。
  - 9月 - サンエーが加盟、加盟企業16社2生協となる。
- 1992年（平成4年）
  - 8月 - 両備ストアが加盟、加盟企業17社2生協となる。
  - 11月 - ヤマザワが加盟、加盟企業18社2生協となる。
- 1994年（平成6年） 
  - 2月 - 第20期事業年度の取扱高1829億円となる。
  - 6月 - ニチリウ創立20周年記念祝賀会を開催。
- 1995年（平成7年） 
  - 1月 - 中国・上海事務所を開設。
  - 11月 - コーポレートブランド 「くらしモア」商品デビュー。
- 1999年（平成11年） 
  - 2月 - 第25期事業年度の取扱高2530億円となる。
  - 5月 - 会長に夏原平次郎、副会長に山西義政、代表取締役社長に大桑堉嗣が就任する。
  - 7月 - 創立25周年にあたり会長・副会長・社長の就任記念式典を開催。
- 2001年（平成13年） 
  - 3月 - ISO14001認証取得。
  - 9月 - 中国・青島事務所を開設。
- 2003年（平成15年）10月 - ニチリウ創立30周年記念懇親会を開催。
- 2004年（平成16年）2月 - 第30期事業年度の取扱高2164億円となる。代表取締役副会長に清水信次が就任する。
- 2005年（平成17年）11月 - ユーコープ事業連合が加盟、加盟企業14社3生協となる。
- 2006年（平成18年）5月 - クリエイトエス・ディーが加盟、加盟企業15社3生協となる。
- 2007年（平成19年）
  - 3月 - エコス、さえきが加盟、加盟企業16社3生協となる。
  - 7月 - タイ・バンコク事務所を開設。
- 2008年（平成20年） 
  - 4月 - ニチリウ創立35周年感謝の集いを開催。
  - 8月 - マルミヤストアが加盟、加盟企業17社3生協となる。
  - 11月 - 富士シティオが加盟、加盟企業18社3生協となる。
- 2009年（平成21年）2月 - 名誉会長に夏原平次郎、代表取締役会長に清水信次が就任する。第35期事業年度の取扱高2492億円となる。
- 2010年（平成22年）6月 - サッポロドラッグストアーが加盟、加盟企業19社3生協となる。
- 2013年（平成25年）5月 - ニチリウ創立40周年感謝の集いを開催。副会長に大桑堉嗣、代表取締役社長に夏原平和が就任。
- 2014年（平成26年）2月 - 第40期事業年度の取扱高2699億円となる。
- 2018年（平成30年）11月 - 近商ストアが再加盟、加盟企業20社3生協となる。
- 2019年（令和元年）11月 - 大阪市福島区福島7丁目20番1号（KM西梅田ビル）に本社所在地を移転。
- 2024年（令和6年）2月15日 - イズミが再加盟、加盟企業16社3生協となる。

## 参加組織一覧
加盟順に記載。
スーパーマーケット
- 総合スーパー
  - オークワ（和歌山県和歌山市）
  - さとう（京都府福知山市）
  - 平和堂（滋賀県彦根市）
  - ライフコーポレーション（大阪府大阪市淀川区・東京都品川区、1983年脱退[1]、1988年再加盟）
  - サンエー（沖縄県宜野湾市、1989年加盟）
  - イズミ（広島県広島市、2020年脱退、2024年再加盟）
- 食品スーパー
  - ニシナ百貨店（岡山県倉敷市）
  - サニーマート（高知県高知市、1984年加盟）
  - ヤマザワ（山形県山形市、1992年加盟）
  - 両備ストア（岡山県岡山市北区、1992年加盟）
  - エコス（東京都昭島市、2007年加盟）
  - さえき（東京都国立市、2007年加盟）
  - 富士シティオ（神奈川県横浜市中区、2008年加盟）
  - 近商ストア（大阪府松原市、1980年加盟、2012年脱退、2018年再加盟）

ドラッグストア
- クリエイトエス・ディー（神奈川県横浜市青葉区、2006年加盟）
- サッポロドラッグストアー（北海道札幌市北区、2010年加盟）

生協
- コープこうべ（兵庫県神戸市東灘区、1980年加盟）
- コープさっぽろ（北海道札幌市西区、1981年加盟）
- ユーコープ（神奈川県横浜市中区、2005年加盟）

### 過去に参加していた企業
イオングループが買収
- カスミ（イオングループとの資本・業務提携のため、2004年2月に脱退[2]）
- いなげや（イオングループとの資本・業務提携のため、2005年2月に脱退[3]）
- ヤオハン（倒産後、イオングループ傘下となりマックスバリュ東海に社名変更）
- ニチエー（広島県福山市、1989年加盟。2020年離脱[注釈 1]、同年にフジ傘下となる）

その他
- 近鉄東海ストア（中部近鉄百貨店（現・近鉄百貨店）と合併し、現在は近商ストアに近鉄グループのスーパーマーケット事業を統合）
- グランドタマコシ（倒産後、平和堂傘下の「平和堂東海」となり、現在は平和堂に吸収合併）
- フレンドリー （ファミリーレストランチェーン）
- キンカ堂（倒産）
- デリシア（加盟時は「松電商事」という社名で、2000年に「アップルランド」に変更。八社会加盟のため離脱した。2016年に同じアルピコグループのマツヤと合併し現社名となった後、八社会を離脱しオール日本スーパーマーケット協会へ加盟している。）
- マルミヤストア（大分県佐伯市）（株式会社丸久と経営統合し、株式会社リテールパートナーズ傘下へ。同時に、丸久が加盟していたオール日本スーパーマーケット協会へ加盟のため離脱）

## 役員
2025年5月現在。
- 代表取締役社長 大桑弘嗣 オークワ代表取締役社長
- 代表取締役副社長 平松正嗣 平和堂代表取締役社長執行役員
- 取締役 岩山利久 生活協同組合コープこうべ組合長理事
- 取締役 大見英明 生活協同組合コープさっぽろ理事長
- 取締役長 佐藤総二郎 さとう代表取締役社長
- 取締役 中村彰宏 サニーマート代表取締役社長
- 取締役 豊田沢 サンエー代表取締役会長
- 取締役 古山利昭 ヤマザワ代表取締役社長
- 取締役 岩崎高治 ライフコーポレーション代表取締役社長執行役員
- 監査役 池﨑 好彦

## その他
- 『くらしモア』ブランドのプライベートブランド商品は、加盟企業の子会社及び関連会社が運営するスーパーでも販売されている。
  - 平和堂 - エール（京都府舞鶴市）
  - イズミ - ゆめマート熊本
  - さとう - さとうフレッシュフロンティア（兵庫県豊岡市）
  - さえき - フーズマーケットホック（島根県安来市）